# Gare de Collioure
Gare de Collioure vasútállomás Franciaországban, Collioure településen.

## Vasútvonalak
Az állomást az alábbi vasútvonalak érintik:
- Narbonne–Portbou-vasútvonal

## Kapcsolódó állomások
A vasútállomáshoz az alábbi állomások vannak a legközelebb:
- Gare d’Argelès-sur-Mer
- Gare de Port-Vendres-Ville